# Xylosma flexuosa
Xylosma flexuosa, tên tiếng Anh là Brush Holly hoặc Coronilla, là một loài thực vật có hoa thuộc họ Salicaceae, là loài bản địa của phía nam Bắc Mỹ và phía bắc Nam Mỹ. Chúng phân bố từ phía nam Texas ở Hoa Kỳ về phía nam qua México và Trung Mỹ tới Venezuela. Loài này cũng có trên hòn đảo Curaçao ở Antilles thuộc Hà Lan. Brush Holly là một cây bụi có gai thường xanh, thường cao khoảng 1–2 m (3,3–6,6 ft) đôi khi có thể đạt 6–8 m (20–26 ft). Quả mọng màu vàng hoặc đỏ đường kính khoảng 7–8 mm (0,28–0,31 in) mọc quanh năm. Đôi khi nó được trồng làm cảnh ở hàng rào.